# Perlesta cinctipes
Perlesta cinctipes är en bäcksländeart som först beskrevs av Banks 1905.  Perlesta cinctipes ingår i släktet Perlesta och familjen jättebäcksländor. Inga underarter finns listade i Catalogue of Life.